# Sara Bak-Briand
Sara Bak-Briand (12 september 1982) is een Deens langebaan- en marathonschaatser. Haar specialiteit ligt, net als landgenote Cathrine Grage, op de lange afstanden (drie en vijf kilometer). Sara is getrouwd met Pascal Briand.
Bak brak in november 2010 tijdens de tweede wereldbekerwedstrijden in Berlijn door toen zij op de 3000 meter in de B-groep één punt behaalde mét een persoonlijk record in 4.16,42. Op 6 januari 2012 maakte Bak haar debuut op een allroundtoernooi: het EK Allround 2012 op de outdoor ijsbaan Városligeti Müjégpálya in Boedapest, ze werd 23e en laatste.
Vanaf seizoen 2012/2013 maakt ze deel uit van het marathonteam Team Timpaan onder leiding van Tjeuke Horsten.

## Persoonlijke records
| Afstand    | Tijd    | Datum            | Baan    |
| ---------- | ------- | ---------------- | ------- |
| 500 meter  | 41,94   | 17 november 2011 | Calgary |
| 1000 meter | 1.20,76 | 5 november 2011  | Calgary |
| 1500 meter | 2.03,93 | 1 oktober 2011   | Calgary |
| 3000 meter | 4.16,42 | 20 november 2010 | Berlijn |
| 5000 meter | 7.37,50 | 22 november 2009 | Calgary |

## Resultaten
| Jaar | EK Allround | Wereldbeker                     |
| ---- | ----------- | ------------------------------- |
| 2011 |             | 42e 3/5km                       |
| 2012 | NC23        | 0p 1500m 0p 3k/5k               |
| 2013 | NC27        | 0p 1500m 0p 3k/5k 0p massastart |
| 2014 | NS2         | 0p 1500m 0p 3k/5k               |

- Virtual International Authority File: 500144928078554341625